# Sunao Yoshida
Sunao Yoshida (24 ottobre 1969 – 15 luglio 2004) è stato uno scrittore giapponese di fantascienza, autore della serie di romanzi illustrati (light novel) di Trinity Blood.
È morto a causa un blocco polmonare dopo aver annunciato che i suoi romanzi sarebbero stati trasformati in una serie anime. Dai romanzi di Yoshida è stato tratto anche il manga Trinity Blood, tradotto in lingua inglese e italiana (volumi 1-12).